# Lac de Chamonix
Pour les articles homonymes, voir Chamonix (homonymie) et Lac de Chamonix (lac glaciaire).
Le lac de Chamonix est un lac glaciaire de la Grande Terre des îles Kerguelen dans les Terres australes et antarctiques françaises.

## Géographie

### Situation

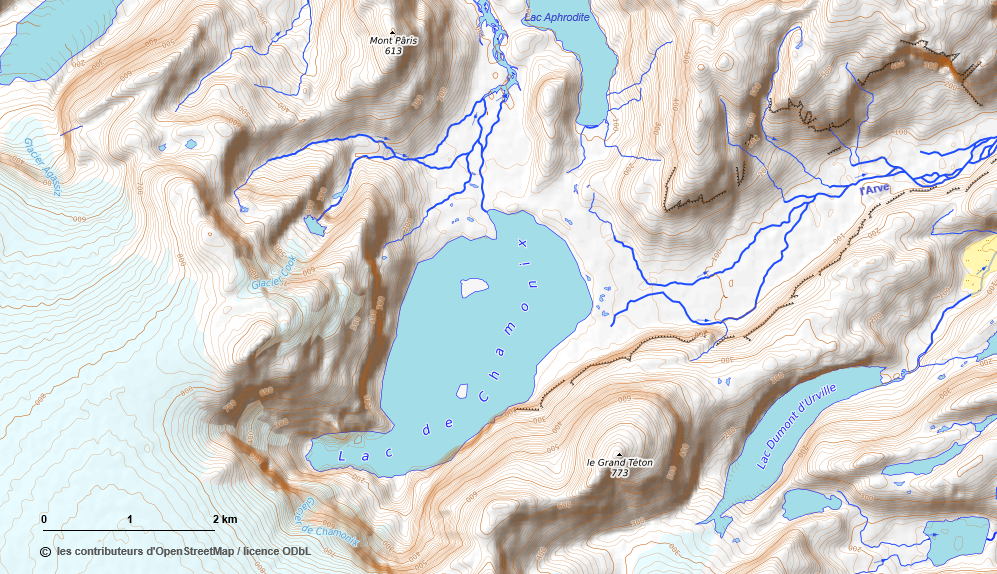
Carte topographique des environs du lac de Chamonix

Le lac de Chamonix est situé à 120 mètres d'altitude à la périphérie nord-est de la calotte glaciaire Cook au pied du mont Pâris (613 m d'altitude). Il s'est formé dans la cuvette située à l'arrière des moraines frontale et latérales du glacier de Chamonix. Dans les années 1960, le lac n'occupait que partiellement la dépression sur environ 4 km2. Le glacier vêlait alors directement dans le lac. Depuis les années 2010, le glacier a libéré la cuvette désormais entièrement occupée par le lac sur 5,7 km2.
Le déversoir du lac est situé au nord où il franchit l'ancienne moraine frontale du glacier. Les eaux sont ensuite évacuées au nord-ouest par l'émissaire du lac vers la baie Laissez-Porter. Au nord-est, les sources de l'Arve drainent la moraine de retenue du lac vers la baie de la Marne.

### Toponymie
Le lac de Chamonix doit son nom – donné en 1966 par Commission de toponymie des îles Kerguelen – au glacier de Chamonix (lui même dénommé ainsi par évocation de la Mer de Glace de la vallée de Chamonix) dont il constitue le déversoir